# Hakuun Yasutani
Hakuun Yasutani (安谷 白雲 Yasutani Haku'un?), född 1885 i Japan, död 28 mars 1973 i Kamakura, var japansk zenlärare och efterträdare av Harada Daiun Sogaku. Han grundade Sanbo Kyodan-skolan. Bland hans efterträdare finns Philip Kapleau och Taizan Maezumi. 